# Proterosceliopsis
Proterosceliopsis ist eine fossile Hautflüglergattung in der Überfamilie Platygastroidea, die in Bernstein der mittleren Kreidezeit (etwa vor 100 Millionen Jahren) gefunden wurde.

## Taxonomie
Die Gattung wurde 2014 anhand von Funden in der Escucha-Formation bei Álava in Nord-Spanien von Ortega-Blanco, McKellar und Engel eingeführt. Die Fossilien stammten aus Bernstein aus dem Albium. Typusart ist Proterosceliopsis masneri Ortega-Blanco, McKellar & Engel, 2014. Die Gattung wurde anfangs in die Familie Scelionidae platziert. 2019 wurden fünf weitere Arten beschrieben, die aus Birmit stammten und dem Cenomanium zugeordnet wurden. Aufgrund einer einmaligen Kombination von Merkmalen, die nicht zu den vorhandenen Familien passte, wurde Proterosceliopsis in eine eigene Familie Proterosceliopsidae überführt.

## Merkmale
Chen et al. (2021) liefern einen Schlüssel für die Familien der Platygastroidea. Im Folgenden die Merkmale der Proterosceliopsidae. Die Laterotergite sind vorhanden, ventral gebeugt, um einen deutlichen submarginalen Grat darzustellen oder das Brustbein weit umschließend. Die Fühler sind 14- oder 15-gliedrig. Die mesepimerale Furche ist gewöhnlich vorhanden und bildet eine Linie mit Gruben, die parallel zur mesopleural-metapleuralen Naht verläuft. Die metasomalen Segmente weisen breite, paarige Vertiefungen entlang dem Vorderrand auf. Die pronotale Halsfurche ist borstig. Die Marginalader im Vorderflügel (C+R) ist gut entwickelt. Eine transepisternale Linie ist vorhanden. Eine malare Furche ist vorhanden. Paarige papilläre Sensillen an den Keulengliedern (Clavomere) der weiblichen Fühler sind in Längspaaren angeordnet.

## Systematik
Die Gattung Proterosceliopsis umfasst folgende beschriebene Arten:
- †Proterosceliopsis ambulata Talamas, Shih & Ren, 2019 – Birmit
- †Proterosceliopsis masneri Ortega-Blanco McKellar & Engel, 2014 – spanischer Bernstein
- †Proterosceliopsis nigon Talamas, Shih & Ren, 2019 – Birmit
- †Proterosceliopsis plurima Talamas, Shih & Ren, 2019 – Birmit
- †Proterosceliopsis torquata Talamas, Shih & Ren, 2019 – Birmit
- †Proterosceliopsis wingerathi Talamas, Shih & Ren, 2019 – Birmit